# E713
E713 eller Europaväg 713 är en europaväg som går mellan Valence och Voreppe i Frankrike. Längd 80 km.

## Sträckning
Valence - Romans-sur-Isère - Voreppe (- Grenoble)

## Standard
Vägen är motorväg nästan hela sträckan, förutom en kort bit planskild motortrafikled eller liknande närmast Valence.

## Anslutningar till andra europavägar
- E15
- E711